# Proeulia aethalea
Proeulia aethalea är en fjärilsart som beskrevs av Obraztsov 1964. Proeulia aethalea ingår i släktet Proeulia och familjen vecklare. Inga underarter finns listade i Catalogue of Life.